# Caryanda macrofurcula
Caryanda macrofurcula är en insektsart som beskrevs av Mao, B. och X. Ou 2000. Caryanda macrofurcula ingår i släktet Caryanda och familjen gräshoppor. Inga underarter finns listade i Catalogue of Life.